# Shōwa Flat
Koordinaten: 69° 1′ S, 39° 34′ O
Shōwa Flat (japanisch 昭和平 Shōwa-taira, deutsch ‚Ebene der Shōwa-Zeit‘) ist eine kleine Ebene im östlichen Teil der Ongul-Insel vor der Prinz-Harald-Küste des ostantarktischen Königin-Maud-Lands. Sie liegt am nordwestlichen Ufer des Lake Ō-ike.
Vermessungen und Luftaufnahmen einer von 1957 bis 1962 durchgeführten japanischen Antarktisexpedition, infolge derer auch die Benennung erfolgte, dienten ihrer Kartierung. Diese Benennung übertrug das US-amerikanische Advisory Committee on Antarctic Names 1968 ins Englische.